# Аэроград
«Аэрогра́д» — советский художественный фильм 1935 года режиссёра Александра Довженко.

## Сюжет
В молодой Советской республике задумано строительство аэрограда на берегу Тихого океана, у восточных границ страны. Местные жители разделились на два лагеря: в числе активных сторонников — комсомольцы, колхозники, герои Гражданской войны, а в стане ярых противников — кулаки, бывшие белогвардейцы, диверсанты и староверы. Разгорается ожесточённая борьба.
Неспешным шагом гонится по тайге колхозник Степан Глушак сразу за двумя диверсантами-самураями, обоих догоняет, успевает откопать и перепрятать закопанный ими динамит.
Ещё один диверсант агитирует староверов против Советской власти.
Ещё Степану Глушаку приходится судить и убить своего друга за предательство.
Финальную точку ставят сторонники социализма.

## В ролях
- Степан Шагайда — тигрятник-партизан Степан Глушак
- Сергей Столяров — лётчик Владимир, сын Степана Глушака
- Степан Шкурат — зверовод Василь Худяков
- Борис Добронравов — бандит Аникий Шабанов
- Вадим Гусев — сын старовера
- Елена Максимова — Мария Кудина, вдова старовера
- Василий Новиков — партизан Щербань
- Владимир Уральский — Ефим Коса, партизан-колхозник
- Мария Ключарёва — Анисья Шарапова
- Екатерина Корчагина-Александровская — староверка
- Никон Табунасов — юный чукча
- Евгения Мельникова — эпизод
- Борис Тамарин — эпизод
- Г.[уточнить] Цой — партизан Ван-Лин
- Леонид Кан — японский диверсант
- И.[уточнить] Ким — японский диверсант

## Съёмочная группа
- Автор сценария: Александр Довженко
- Режиссёр: Александр Довженко
- Ассистенты режиссёра: Юлия Солнцева и С. Кеворков
- Операторы: Михаил Гиндин, Эдуард Тиссэ, Николай Смирнов
- Художники: А. Уткин и В. Пантелеев
- Композитор: Дмитрий Кабалевский
- Автор текстов песен: Виктор Гусев
- Звукооператор: Николай Тимарцев
- Директор производства: Захар Даревский